# Ignazio La Russa (1869)
Ignazio La Russa (anche Larussa) (Catanzaro, 8 gennaio 1869 – Catanzaro, 29 luglio 1935) è stato un avvocato, nobile e politico italiano.

## Biografia
Il Conte, era figlio del senatore Leonardo e della marchesa Rachele De Riso. Discendente da una famiglia da sempre attiva nella vita pubblica di Catanzaro, fu consigliere comunale e assessore della città, membro della giunta provinciale amministrativa e consigliere del locale Ordine degli avvocati.
Fu eletto deputato alla Camera nel 1913 e restò a Montecitorio fino al 1919..
Fu rieletto deputato nel 1921 con la Democrazia liberale.
Aderì al PNF e fu eletto nella Lista Nazionale alle elezioni del 1924, fino al 1929.
Fu sottosegretario all'Economia nazionale nel governo Mussolini dal 3 luglio 1924 al 14 luglio 1925.
Fu nominato senatore nel 1929.